# 니시하라촌
니시하라촌(일본어: 西原村)은 일본 구마모토현 아소군의 촌이다.

## 지리
구마모토시에서 동쪽으로 약 20km, 구마모토 도시권과 아소산 칼데라(난고 계곡) 사이에 있다. 아소 외륜산의 서쪽 기슭에 위치하고 원야와 삼림이 많은 녹지가 풍부한 정이다. 정의 중심은 구마모토시나 구마모토 공항과 가까운 서북부에 있고 인구는 조금씩 증가하는 경향에 있다. 아소산에서 부는 동풍을 "마쓰보리풍"이라고 부른다.
구마모토시에서 가장 가까운 정이며 미나미아소 관광의 관문이기도 하다. 서쪽으로 이웃한 마시키정에 최근 인터체인지가 신설되었고 아소 외륜산의 다와라산에서 미나미아소촌(난고 계곡)으로 들어가는 우회도로·터널 등 도로의 신설 개량도 진행되었으며 관광·교류 시설, 직매 시설 등도 정비되었기 때문에 드라이브나 레저 등으로 방문하는 사람은 증가하는 경향에 있다. 로드사이드 점포가 급증했지만 개인이 연 개성적인 요리점·과자점·펜션 등도 적지 않다.

## 인접한 자치체
- 아소군 미나미아소촌
- 기쿠치군 오즈정·기쿠요정
- 가미마시키군 마시키정·미후네정·야마토정

## 역사
- 1889년 4월 1일 - 아소군 야마니시촌(山西村)과 가미마시키군 가와라촌(河原村)이 성립하였다.
- 1960년 9월 1일 - 야마니시촌과 가와라촌이 대등 합병해 양촌의 이름을 한 문자씩 합친 니시하라촌이 성립하였다.